# Sergueï Soloviev (poète)
Pour les articles homonymes, voir Soloviov et Sergueï Soloviov.
Sergueï Mikhaïlovitch Soloviev ou Soloviov, né le 13 (25) octobre 1885 à Moscou et mort le 2 mars 1942 à Kazan, est un prêtre catholique et un poète symboliste russe. Il est le petit-fils de Sergueï Soloviev (1820-1879), le neveu de Vladimir Soloviev (1853-1900), le cousin issu de germain d'Alexandre Blok (1880-1921) et l'ami d'Andreï Biély (1880-1934).

## Biographie
Sergueï Soloviev termine le département classique de la faculté d'histoire et de philologie de l'université de Moscou avec un diplôme de premier grade en 1911. Dans sa jeunesse, il se lie avec son cousin Alexandre Blok (dont il est le témoin de mariage) et avec Andreï Biély qui le soutiennent dans ses expériences poétiques, mais après la guerre leurs destins se séparent. Son premier recueil de poésie est imprimé en 1907, sous le titre Fleurs et Encens.
C'est en octobre 1915 qu'il est admis au grand séminaire orthodoxe de Moscou qu'il termine en octobre 1918. Il se marie avec la belle-sœur d'Andreï Biély (leurs deux épouses sont sœurs). En 1920, il passe au rite oriental de l'Église catholique et il est ordonné prêtre de rite byzantin. Il se trouve factuellement à la tête de la communauté catholique de rite oriental de Moscou à partir de 1923, dans une époque de persécution des religions par les bolchéviques
. Il est vice-exharque trois ans plus tard en 1926. À partir de 1924, il est rattaché à l'église de l'Immaculée-Conception rue Malaïa Grouzinskaïa. Il donne des leçons particulières et fait des traductions pour gagner sa vie.
Il est arrêté dans la nuit du 15 au 16 février 1931, lorsque la communauté catholique moscovite est accusée par le pouvoir d'activités anti-soviétiques. Après sa libération , il est interné à Kazan dans un asile psychiatrique jusqu'à sa mort en 1942. Il est enterré par Vitaly Ginzburg et Evgueni Feinberg.

## Œuvre
- Цветы и ладан [Fleurs et Encens], premier livre de poésies: (Маслина Галилеи. — Золотая смерть. — Silvae. — Пиэрийския розы. — Песни. — Веснянки), Moscou, тyp. А. I. Mamontov, 1907, 225 pages, 500 ex.
- Crurifragium: (Сказка о серебряной свирели. — Сказка о апрельской розе. — Червонный потир. — Три девы. — Веснянка), Moscou, Тyp. А. I. Mamontov, 1908. — XVI, 167 pages, 500 ex.
- Апрель [Avril]: deuxième livre de poésies, 1906-1909 / Обл. А. А. Моргунова. Moscou: Мусагет [Musagète], 1910, 173 pages, 1000 ex.
- Цветник царевны: troisième livre de poésies, 1909—1912: (Образ милый. — Розы Афродиты. — Песни. — Поэмы. — Посвящения и мадригалы. — Благословение прошлого. — У ног царевны) / [Обл. Ю. А. Оленина]. Moscou: Мусагет [Musagète], 1913. — XVI, 157 pages, 1000 ex.
- Возвращение в дом отчий [Retour à la maison du père]: quatrième livre de poésies, 1913—1915: (Возвращение в дом отчий. — На рубеже. — Тени античного. — Италия. — Война с Германией. — Раздор князей. — Повесть о великомученице Варваре), Moscou, Тyp. I. N. Kuchnerer & Co, 1916, 188 pages, 1000 ex.
- Жизнь и творческая эволюция Владимира Соловьева [Vie et évolution poétique de Vladimir Soloviov], paru à Bruxelles en 1977, à Moscou en 1997.
- Собрание стихотворений [Recueil de poésies] / édité et corrigé par V.A. Skripkina. Postface de Stefano Gazzonio, Moscou: éditions Водолей, 2007, 856 pages (collection Серебряный век [Le Siècle d'argent]. Paralipomenon).  (ISBN 978-5-902312-22-2)